# Josef Nesvadba
Josef Nesvadba (n. 19 iunie 1926, Praga, Cehoslovacia – d. 26 aprilie 2005, Praga, Cehia) a fost un doctor și scriitor ceh. În epoca socialistă, alături de Ludvík Souček, a fost reprezentantul cel mai important al științifico-fantasticul în Cehia.  Activitatea sa a continuat chiar și după Revoluția de catifea din 1989.
Câteva din povestirile sale,  ca de exemplu "Tarzanova smrt" sau "Blbec z Xeenemünde", au fost ecranizate.

## Lucrări

### Piese de teatru
- Výprava do oceánie
- Ocelový kruh
- Ráno
- Tři podpisy

### Romane
- Dialog s doktorem Dongem   (Dialog cu Dr. Dong, 1964) - un roman filosofic-politic despre Vietnam, cu elemente grotești si ironice
- Bludy Erika N.   (1974) - roman  science-fiction cu detectivi; are loc pe o insulă misterioasă din Marea Adriatică; cu multe fenomene inexplicabile
- Tajná zpráva z Prahy   (Raport secret de la Praga,  1978)  - - roman despre problemele globale, parțial autobiografic; nu conține teme science-fiction, ci este mai degrabă un roman social-de aventuri; manuscrisul original a fost cenzurat (deoarece conținea motive ale invaziei trupelor Pactului de la Varșovia în august 1968 și valurile ulterioare ale emigrării), iar Nesvadba a fost nevoită să-l rescrie substanțial (versiunea originală a fost publicată în 1991 sub titlul Primul raport de la Praga )
- Minehava podruhé   (1981)
- Hledám za manžela muže  (1986)
- První zpráva z Prahy , versiune necenzurată a Tajná zpráva z Prahy(1991)
- Peklo Beneš  (2002)

### Colecții
- Tarzanova smrt (Tarzan's Death) (1958)
- Einsteinův mozek (Einstein's Brain) (1960)
- Výprava opačným směrem (Expedition in the Opposite Direction) (1962)
- Vampires, Ltd. (1964)
- Vynález proti sobě (In the Footsteps of the Abominable Snowman) (1964)
- Ultimele călătorii ale căpitanului Nemo, 1966 - 11 nuvele de ficțiune legate despre căpitanul Nemo
- Výpravy opačným směrem (Expeditions in the Opposite Direction) (1976)
- Einsteinův mozek a jiné povídky (Einstein's Brain and Other Stories) (1987)

### Povestiri
- "Pirate Island" (1958)
- "The Einstein Brain" (1962)
- "Blbec z Xeenemünde" (1962) (Idiotul din Xeenemuende)
- "Captain Nemo's Last Adventure" (1964)
- "The Last Secret Weapon of the Third Reich" (1964)
- "Vampires Ltd." (1964)
- Fața pierdută "Ztracená tvár" (1964)
- "In the Footsteps of the Abominable Snowman" (1964)
- "Doctor Moreau's Other Island" (1964)
- "Inventor of His Own Undoing" (1964)
- "The Chemical Formula of Destiny" (1964)
- "Expedition in the Opposite Direction" (1964)
- "The Trial Nobody Ever Heard Of" (1971)
- "The Death of an Apeman" (1971)
- "The Divided Carla" (1985)
- "The Storeroom of Lost Desire" (1989)
- "Horribly Beautiful, Beautifully Horrible" (1993)

### Nonfiction
- "That Moon Plaque (Men on the Moon)" (1969)
- "Reason and Rationalism" (1984)

## Ecranizări
- 1962 Blbec z Xeenemünde,
- 1962 Moartea lui Tarzan (Tarzanova smrt),
- 1965 Fața pierdută (Ztracená tvář),
- 1970 L-am ucis pe Einstein, domnilor (Zabil jsem Einsteina, panove), regia Oldrich Lipský
- 1970 Pane, vy jste vdova,
- 1972 Domnișoara Golem (Slečna Golem), regia Jaroslav Balík
- 1973 Tajemství zlatého Buddhy,
- 1977 Zítra vstanu a opařím se čajem,
- 1981 Kam zmizel kurýr,
- 1982 Vampirul din Ferat (Upír z Feratu), regia Juraj Herz
- seria Bambinot